# 陸嘉敏
陸嘉敏（英語：Carmen Luk，1954年12月4日—），是前任香港電視廣播有限公司（無綫電視）新聞部記者及主播。

## 簡歷
陸氏自1970年代末起任職無綫新聞部，從事採訪工作多年，於1980年開始出任主播，並於1980年代一度兼任明珠台新聞記者。及後，她曾於1990年獲新聞部委派去尋找因六四事件而流亡法國的柴玲和封從德，並進行全球獨家專訪。
在1980年代至1990年代中，陸嘉敏常駐翡翠台的六點半新聞報道主播，主要搭擋包括蘇凌峰、梁家榮、袁志偉、伍晃榮、尹錦輝等，後來升任新聞部經理，1995年在香港中文大學新聞與傳播學院的民意調查中獲選為「最受歡迎電視新聞報道員」之一，她認為擔任主播最重要是說話清楚、外表親切。陸嘉敏於1995年5月後離開主播行列，擔任新聞部經理。及後與家人移民加拿大，2007年獲無綫電視新聞部邀請擔任《香港大事全紀錄》DVD的「導讀篇」主持。